# Údraž
Údraž je vesnice, část obce Albrechtice nad Vltavou v okrese Písek v Jihočeském kraji. Nachází se asi tři kilometry severně od Albrechtic nad Vltavou. Prochází zde silnice II/138. Údraž je také název katastrálního území o rozloze 10,64 km².

## Historie
Území bylo osídleno již v pravěku a v raném středověku. První písemná zmínka o vesnici pochází z roku 1469. Blízko se nacházela ves Palčice, která zanikla v 16. století. Původně zde byly tvrze dvě (horní a dolní) a pivovar. V roce 1711 koupil statek Údraž Adam František ze Schwarzenbergu.

## Obyvatelstvo
| Rok            | 1869 | 1880 | 1890 | 1900 | 1910 | 1921 | 1930 | 1950 | 1961 | 1970 | 1980 | 1991 | 2001 | 2011 | 2021 |
| -------------- | ---- | ---- | ---- | ---- | ---- | ---- | ---- | ---- | ---- | ---- | ---- | ---- | ---- | ---- | ---- |
| Počet obyvatel | 607  | 555  | 512  | 494  | 506  | 490  | 425  | 320  | 294  | 242  | 194  | 130  | 111  | 124  | 121  |
| Počet domů     | 63   | 64   | 63   | 63   | 63   | 63   | 76   | 79   | 70   | 71   | 64   | 81   | 83   | 90   | 83   |

## Obecní správa
Při sčítání lidu v letech 1850–1963 Údraž byla samostatnou obcí v okrese Písek. Od roku 1964 je částí obce Albrechtice nad Vltavou v okrese Písek. V letech 1850–1879 k obci patřilo Jehnědno.

## Pamětihodnosti
- Kaple se zvoničkou, čtvercového půdorysu, zasvěcená Panně Marii Lurdské se nachází na návsi.[13]
- Vedle kaple se na kamenném podstavci nalézá kříž rodiny Hanusovy. Na kulatém štítku kříže je nápis: TENTO POMNÍK LIDSKÉ SPÁSY VĚNUJÍ JOSEF a MARIE HANUSOVI čís. 28 v ÚDRAŽI památce svého milovaného syna VÁCLAVA, vojína 8. pluku kyrysníků, jenž v bitvě u Hradce Králové 3. července 1866 ve věku 24 let život svůj za vlast dokonal. ODPOČÍVEJ V POKOJI – PO BOJI! Na podstavci je uvedená datace 1867.
- Památník obětem první světové války se nachází v parčíku poblíž návesní kaple.
- V Seznamu kulturních památek v okrese Písek je vedená tvrz u čp. 1.
- Další zdobný kříž na vysokém kamenném podstavci se nalézá na rozcestí u silnice II/138 vedoucí do vesnice.
- V katastrálním území Údraž jsou dvě mohylová pohřebiště (mohylníky), chráněná jako kulturní památky. Bylo zde poměrně velké slovanské pohřebiště z 8. a 9. století.[5][14] Je zde celkem 38 mohyl, šest mohyl bylo v zimě 2020/2021 poničeno při těžbě dřeva.[7]

## Galerie

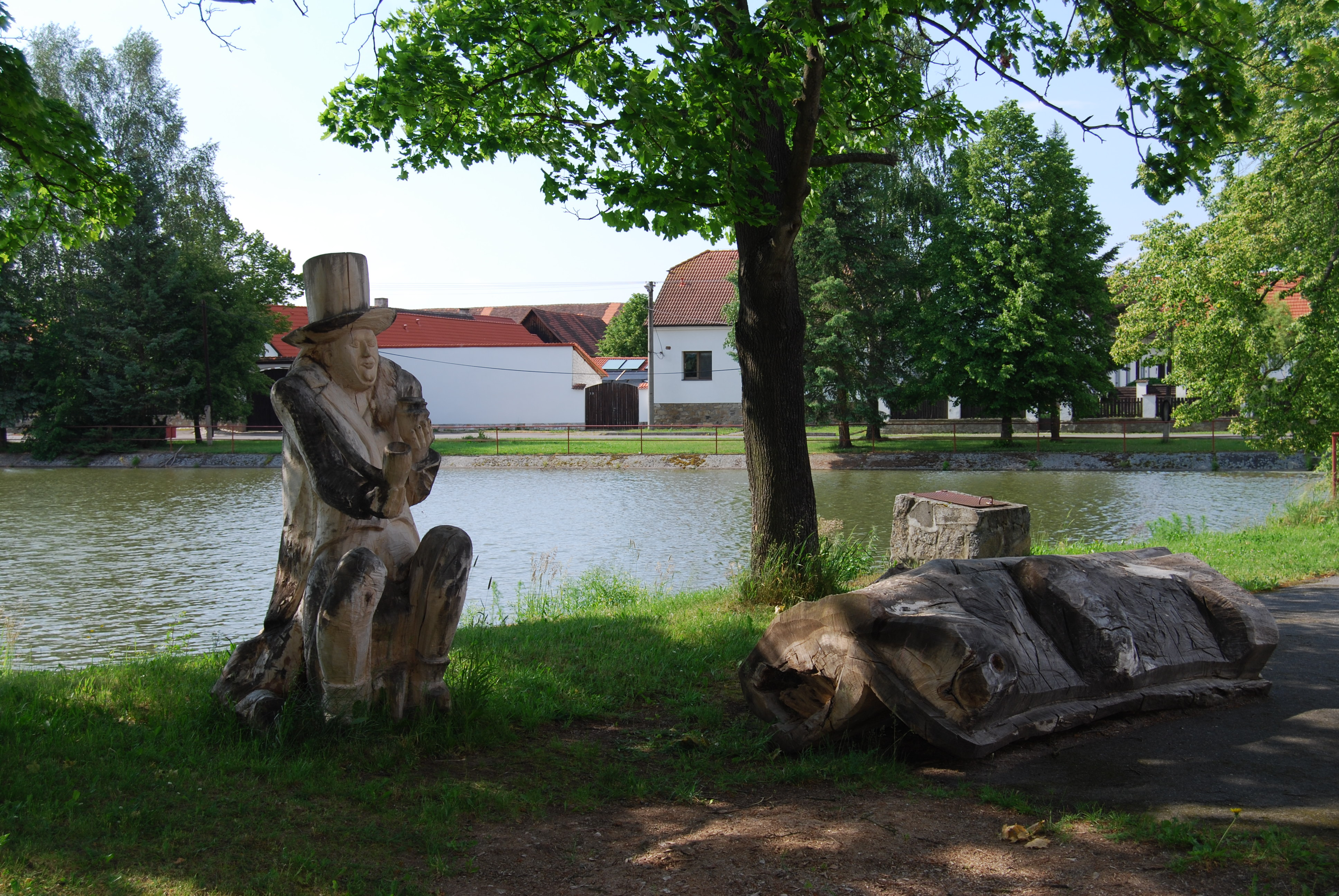
Pohled na návesní rybník a část vsi
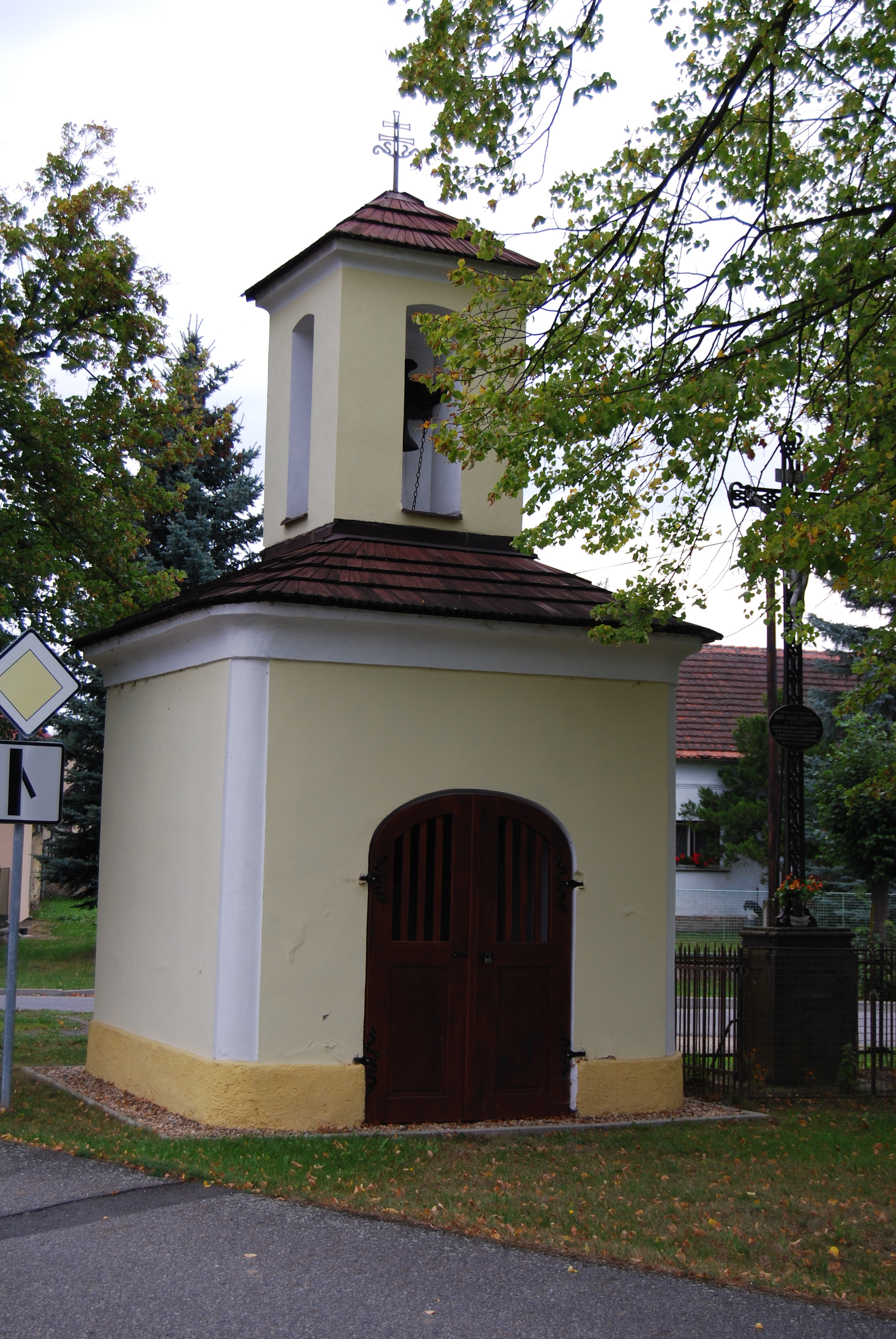
Návesní kaple
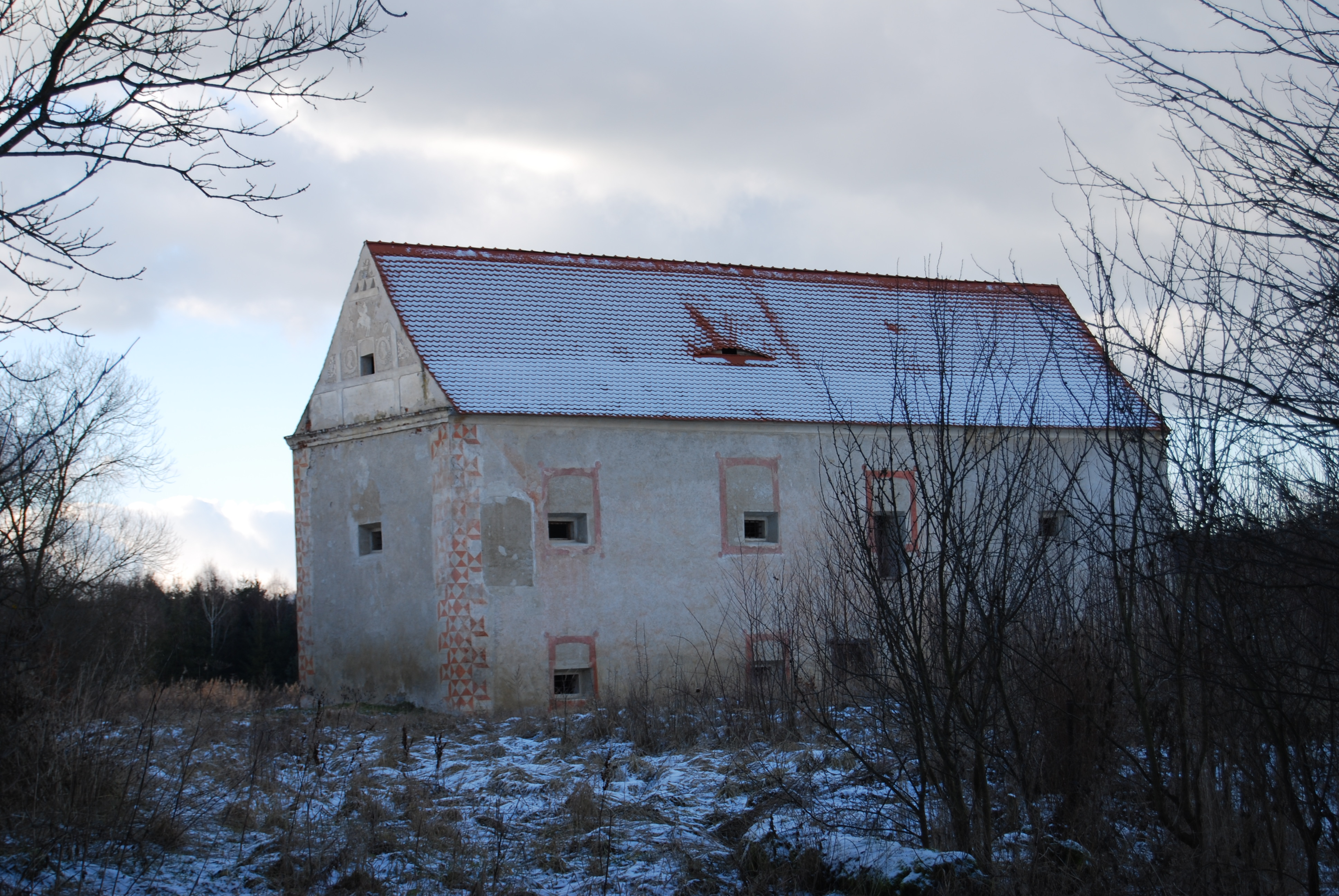
Tvrz u čp. 1